# Ville Kantee
Ville Valtteri Kantee, född 8 december 1978 i Joutseno i Södra Karelen, är en finländsk tidigare backhoppare och nuvarande backhoppningstränare. Han representerade skidföreningen Puijon Hiihtoseura i Kuopio.

## Karriär
Ville Kantee debuterade internationellt i världscupen i stora Lysgårdsbakken i Lillehammer i Norge 30 november 1996. Han blev nummer 27 i tävlingen. Kantee kom på prispallen i en deltävling i världscupen första gången på hemmaplan i Kuopio 28 november 1999 då han vann tävlingen före landsmannen Risto Jussilainen. Han vann också världscupetävlingen i Willingen i Tyskland 3 februari 2001. Säsongen 1999/2000 blev hans bästa i världscupen då han blev nummer 6 totalt och samtidigt hans bästa i tysk-österrikiska backhopparveckan där han blev nummer 9 sammanlagt.
Kantee deltog i Skid-VM 1999 i Ramsau am Dachstein i Österrike. Där blev han nummer 13 i normalbacken och nummer 30 i stora backen. I lagtävlingen blev han nummer 4 tillsammans med sina finländska lagkamrater. Under Skid-VM 2001 på hemmaplan i Lahtis vann Kantee två silvermedaljer i lagtävlingarna. I lagtävlingen i normalbacken var finländska laget (Matti Hautamäki, Risto Jussilainen, Ville Kantee och Janne Ahonen) endast 2,0 poäng efter segrande Österrike och 40,0 poäng före Tyskland. I stora backen vann Tyskland 39,6 poäng före Finland (Risto Jussilainen, Jani Soininen, Ville Kantee och Janne Ahonen). I de individuella tävlingarna blev Kantee nummer 10 i normalbacken och nummer 9 i stora backen.
Ville Kantee startade i skidflygnings-VM 2000 i Vikersund i Norge. Han blev nummer 23.
Kantee plågades genom backhoppningskarriären med ryggproblem och tvingades avsluta backhoppningskarriären 2004, 25 år gammal.

## Senare karriär
Efter avslutatd backhoppningskarriär har han bland annat arbetad som skid-tekniker i teamet runt finlandska A-landslaget. Han har tränat juniorer i Kuopio och senare i Lahtis, och har sedan våren 2010 varit assistenttränare för A-landslaget.